# Есюткино
Есюткино — деревня в Грязовецком районе Вологодской области.
Входит в состав Юровского муниципального образования, с точки зрения административно-территориального деления — в Юровский сельсовет.
Расстояние по автодороге до районного центра Грязовца — 28 км, до центра муниципального образования Юрово — 8 км.

## Население
По переписи 2002 года население — 9 человек.
| 2002 | 2010 |
| ---- | ---- |
| 9    | ↘7   |